# Tele Rebelde
Tele Rebelde é o segundo maior canal de televisão cubano, fundado no dia 22 de julho de 1968. Transmitindo nacionalmente por mais de 16 horas por dia e com alcance internacional pelo satélite Hispasat que cobre todo o continente americano.

## História
Em 22 de julho de 1968 foi inaugurado em Santiago de Cuba, um novo canal, chamado Tele Rebelde que transmitia o seu sinal à antiga província de Oriente. Sua função era mostrar a cultura, política e a sociedade da região para divulgar as conquistas do local.
Sua programação foi concebida com programas de cunho informativo, esportivo, jovem, musicais, variados e infantis, transmitindo seis horas diárias de segunda a sábado e domingo a partir de uma hora da tarde. Em abril de 1979, o Canal Dois se une ao Tele Rebelde, mantendo os melhores programas gerados na Tele Rebelde e o noticiário para a zona oriental. O canal nacional levaria o nome do sinal de Santiago de Cuba. Também nesse ano, um novo estúdio, o número dois, foi inaugurado.
Em 16 de abril de 1986, com a criação no país da rede de telecentros (centros regionais de televisão) foi ao ar, pela primeira vez, o sinal de um novo canal de Santiago de Cuba: Tele Turquino com uma programação informativa, cultural, para jovens e crianças. Em 2007 aumentou o seu sinal para o satélite Hispasat cobrindo as Américas.

## Programação
A programação é variada, mas predominam os programas esportivos e seriados, com a inclusão de programas nacionais e estrangeiros dependendo do horário. De Segunda a sábado, o canal começa com a revista informativa Buenos Días, que desperta todo o país e informa os acontecimentos nacionais e internacionais. O resto da manhã é preenchido com novelas e filmes antigos em programas como o Cine del Recuerdo e Del Ayer.
Na parte da tarde são transmitidos os chamados "teleclases" destinado principalmente para estudantes do ensino médio. Há também programas musicais no estilo da MTV. Sábado à tarde é exibido o programa Somos multitud que mostra séries como Friends e filmes destinados ao público jovem como High School Musical e Harry Potter.
Tele Rebelde é o canal "oficial" dos Jogos Olímpicos e dos Jogos Pan-americanos, durante o qual transmite 24 horas por dia. 
Além disso, é transmitida a Série Nacional de Beisebol, tendo o "play-off" audiências de milhões de pessoas. A Copa do Mundo, a Liga dos Campeões da UEFA e as Ligas europeias são vistas pelos telespectadores em programas como "Gol".

## Cobertura esportiva
Tele Rebelde é o canal desportivo cubana. Estes são os eventos:'
- La Liga
- Copa del Rey
- UEFA Champions League
- UEFA Europa League
- Supercopa da UEFA
- FIFA World Cup
- Eliminatórias da Copa do Mundo FIFA de 2018 - Europa
- Eliminatórias da Copa do Mundo FIFA de 2018 - América do Sul
- Bundesliga
- DFB-Pokal
- Premier League
- Serie a
- Eurocopa
- Serie Nacional de Béisbol
- Copa Ouro da CONCACAF
- Major League Baseball
- World Baseball Classic
- Jogos Olímpicos de Verão de 2016
- Jogos Pan-Americanos de 2019
- Hockey sobre gelo
- Euroliga
- NFL
- MotoGP
- Liga Italiana de Voleibol
- Giro d'Italia
- Paris–Tours
- NBA
- Liga Superior de Baloncesto
- FIBA Liga das Américas
- WBSC Premier12

## Programas
- Noticiero Nacional Deportivo
- Revista Buenos Días
- Beisbol de Siempre
- Bola Viva
- Confesiones de Grandes
- A Todo Motor
- Gol 360
- Súmate
- Vale 3
- Meridiano Deportivo
- Al duro y sin guante
- Glorias Deportivas
- A 3 tiempos
- Estocada al Tiempo
- Lente Deportivo
- Resumen Bundesliga
- Volvemos al Juego

## Jornalistas
- Sergio Ortega
- Angel Luis Fernández
- Renier González
- Evian Guerra
- Manuel Alejandro Pérez
- Mario Herrera.
- Niurka Talancón
- Osmany Torres